# بارك لين

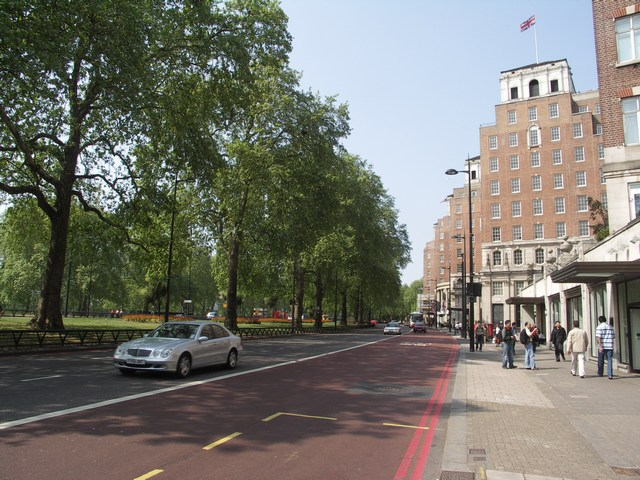
بارك لين.

بارك لين هو شارع يمتد على طول الهايد بارك في لندن.
يمتد من «هايد بارك كورنر» جنوبا إلى «قوس الرخام» شمالا، كما يفصل ما بين حي مي فير (الواقع شرق الشارع) والهايد بارك (الواقع غرب الشارع).